# Нильссон, Микаэль (1978)
О шведском футболисте 1968 года рождения см. Нильссон, Микаэль (1968)
Микаэль «Мике» Нильссон (швед. Mikael "Micke" Nilsson, 24 июня 1978, Увесхольм, лен Кристианстад) — шведский футболист, защитник.
Универсальный футболист, который может сыграть защитника, полузащитника оборонительного или атакующего плана.
В 2000 из клуба третьего дивизиона «Охус Хорна» перешёл в «Хальмстад». В сезонах 2001—2002 не пропустил ни одного матча в чемпионате страны.
После чемпионата Европы 2004 перешёл в «Саутгемптон», но проявить себя не смог, а его клуб занял последнее место.
С 2005 года играл в греческом «Панатинаикосе», принимал участие в матчах группового этапа и 1/8 финала Лиги Чемпионов. Весной 2008 года заявил о желании закончить карьеру на родине.
8 апреля 2009 года подписал контракт сроком на 3 года с датским клубом «Брондбю», переход состоялся на правах свободного агента. Первый официальный матч в составе этой команды провёл 16 июля 2009 года в Лиге Европы против эстонской «Флоры».

## Карьера в сборной
Дебютировал в сборной страны 20 ноября 2002 года в матче против Чехии (3:3), в котором забил 2 гола. Был членом национальной команды на Чемпионате Европы 2004 (отыграл без замен все 4 матча) и 2008 (3 матча) и Чемпионате мира 2006 (не играл).

## Достижения
- Чемпион Швеции: 2000